# Jonathan Kazadi
Jonathan Malu Kazadi-Muyombu (* 9. Juni 1991 in Bern) ist ein Schweizer Basketballspieler, der seit 2022 bei Fribourg Olympic unter Vertrag steht.

## Laufbahn
Der Sohn einer Schweizer Mutter und eines aus dem Kongo stammenden Vaters wuchs im Berner Quartier Bümpliz auf. Er begann im Alter von sieben Jahren in seiner Heimatstadt mit dem Basketball und wechselte mit 15 zu Fribourg Olympic. Er spielte in der Nachwuchsbewegung des Klubs, in der zweiten Herrenmannschaft und ab 2007 in der Basketball-Nationalliga. 2008 und 2016 wurde er mit Fribourg Schweizer Meister und gewann 2016 zudem den nationalen Cupbewerb. Er amtete als Mannschaftskapitän. Aufgrund einer Knieoperation verpasste er grosse Teile der Saison 2014/15.
Zur Saison 2016/17 wurde Kazadi von Orléans Loiret Basket aus der Ligue Nationale de Basket, der ersten Liga Frankreichs, verpflichtet. Mit Orléans stieg er aus der ersten französischen Liga ab. Er kehrte nach einem Jahr in die Schweiz zurück und wurde im Sommer 2017 vom BBC Monthey unter Vertrag gestellt. Er verließ Monthey im Laufe der Spielzeit und wechselte Anfang des Jahres 2018 zum französischen Zweitligaverein Aix-Maurienne.
Im Juli 2018 wurde er als Neuzugang des Nationalligisten Lions de Genève vermeldet, allerdings wurde der Vertrag nur wenige Wochen später aufgelöst: Kazadi gebrauchte eine Ausstiegsklausel und nahm ein Vertragsangebot des spanischen Zweitligisten CBC Valladolid an. Nach dem Saisonende in Spanien kehrte er im Mai 2019 in die Schweiz zurück, um im Kampf um den Meistertitel die Lions de Genève zu verstärken. Er wurde mit Genf Zweiter.
Im Juli 2019 wurde er vom französischen Zweitligisten Lille Métropole Basket als Neuzugang vermeldet. Nachdem er in der Saison 2020/21 in 33 Zweitliga-Einsätzen Mittelwerte von 10,8 Punkten, 4,1 Rebounds sowie 3,9 Korbvorlagen für Lille erreicht hatte, wechselte Kazadi in der Sommerpause 2021 zu Medipolis SC Jena (2. Bundesliga ProA) nach Deutschland. Aus Verletzungsgründen kam er für die Thüringer nur zu fünf Einsätzen, zur Saison 2022/23 kehrte Kazadi zu Fribourg Olympic zurück. Mit der Mannschaft wurde er 2023 Schweizer Meister und Pokalsieger. Im Spieljahr 2023/24 kamen erneut diese beiden Titel sowie der Gewinn des Ligapokals hinzu.

### Nationalmannschaft
2008 und 2009 nahm Kazadi mit der U18-Nationalmannschaft an den B-Europameisterschaften in Ungarn beziehungsweise Bosnien und Herzegowina teil. Im Sommer 2009 erhielt er sein erstes Aufgebot für die A-Nationalmannschaft. Im November 2024 beendete er seine Laufbahn in der Nationalmannschaft. Kazadi bestritt insgesamt 69 Länderspiele.